# Мале Шигаєво
Мале Шига́єво (рос. Малое Шигаево, чув. Пуснаркасси) — присілок у складі Маріїнсько-Посадського району Чувашії, Росія. Входить до складу Великошигаєвського сільського поселення.
Населення — 157 осіб (2010; 191 у 2002).
Національний склад:
- чуваші — 98 %